# Dunkleosteus
Dunkleosteus là một chi cá da phiến tuyệt chủng, từng tồn tại vào cuối kỷ Devon, khoảng 380–360 triệu năm trước. Vài loài, ví dụ như D. terrelli, D. marsaisi, và D. magnificus, nằm trong số những loài cá da phiến lớn nhất từng sinh tồn. Loài lớn nhất, D. terrelli, có thể đạt chiều dài 10 m (33 ft) và khối lượng 3,6 t (4,0 tấn Mỹ), là một sinh vật săn mồi đầu bảng. Chỉ có một vài cá da phiến khác, ví dụ như chi Titanichthys cùng thời, là có thể bằng hoặc vượt kích thước Dunkleosteus.